# Pitbull

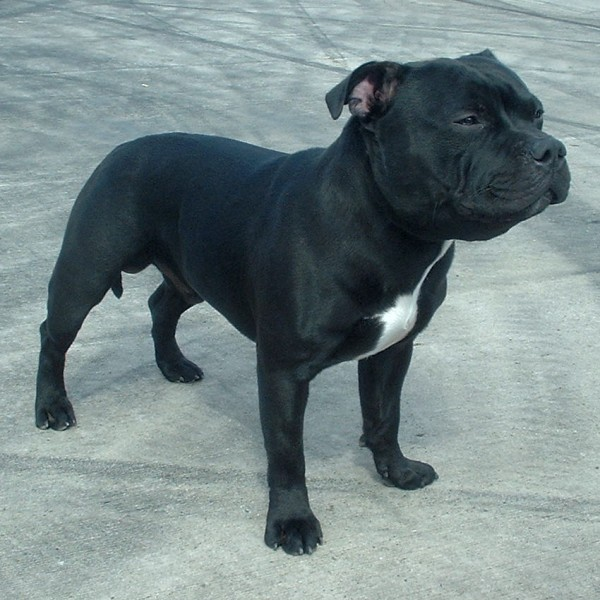
Un bull terrier Staffordshire

Pitbull este o rasă de câini de talie medie creată prin anii 1800, prin încrucișări între Bull Terrieri aduși în America din Irlanda și Anglia, datorită popularității de care se bucurau în acea perioadă luptele între câini. În ciuda zvonurilor, ei nu sunt agresivi cu stăpânul, dar pot fi agresivi cu străinii. Blana este scurtă, aspră, lucioasă, de diferite culori. Ei sunt dispuși să își apere stăpânul în orice mod, ceea ce poate crea un exces de agresivitate. Clubul Americii consideră American Staffordshire Terrierul o rasă diferită față de American Pit Bull Terrierul, dar Anglia înscrie ambele rase sub denumirea de APBT (American Pit Bull Terrier). Aceste animale au ajuns în America pe la 1870, în rolul de câini de fermă sau de frontieră.
La fel ca și în cazul altor rase de câini, cuparea urechilor este interzisă sau restricționată în multe țări europene. De altfel, Asociația Medical Veterinară Americană (American Veterinarian Medical Association - AVMA) se opune unei asemenea practici, dacă este folosită doar în scopuri cosmetice. În România, legea interzice tăierea cozii (codotomia) și cuparea urechilor, pe motiv ca sunt crude și sunt catalogate ca maltratare a animalelor.
Deși au loc adesea lupte ad-hoc, care nu țin cont de nici un fel de regulă, teoretic, acestea există. Ele sunt acceptate sau nu, în funcție de participanți. Înainte de fiecare luptă se întocmește o foaie cu reguli, care este transmisă posesorilor de câini. Un meci durează 30 sau 45 de minute. Arbitrul se stabilește din rândul cunoscătorilor. În luptă se preferă exemplarele care depășesc 25 de kg.

## Identificare
Câinii denumiți pitbull prezintă caracteristici fizice similare, însă variația morfologică în rândul câinilor de rase înfricoșătoare face dificilă chiar și experții să le identifice vizual ca fiind distincte.  În timp ce câini de rasă mixtă sunt adesea etichetați ca pitbull, dacă au anumite caracteristici fizice, cum ar fi un cap de formă pătrată sau un tip de corp voluminos, identificarea vizuală a câinilor de rasă mixtă nu este recomandată de comunitatea științifică. Unele dintre rasele care se confundă adesea cu pitbull care nu sunt din punct de vedere genetic un pitbull, includ Cane Corso, Dog argentinian, Dog de Bordeaux și altele, dar deoarece aceste rase nu au provenit din încrucișarea terrierilor și buldogilor, ele nu se încadrează în termenul de "pitbull".

## Riscul de atac

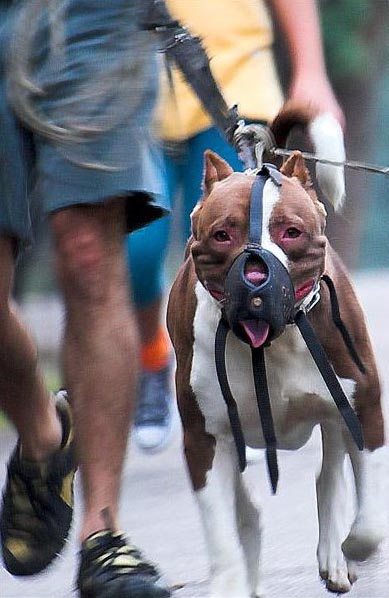
Pit Bull mascul cu botniță

Interacțiunile violente dintre oameni și câini au fost studiate de către guvernul SUA , în special de Centrul pentru Prevenirea și Controlul Bolilor , precum și de cercetătorii veterinari academici. Interpretarea acestor studii, identificarea și relevanța rasei [32], și circumstanțele variabile au dat naștere unor controverse intense.
Într-un studiu realizat în 2000 de către Centrul pentru Prevenirea și Controlul Bolilor, care a examinat date atât din rapoartele mass-media, cât și din investigațiile Humane Society of the United States (organizație axată pe dezvoltarea și susținerea domeniului cinematografic și de televiziune în domeniul protecției animalelor, inclusiv prin acordarea de granturi pentru crearea unor astfel de proiecte.), câini de rasă Pit bull au fost implicați în, aproximativ, o treime din numărul de decese legate de atacuri de câini în Statele Unite în perioada 1981-1992. Cu toate acestea, în cadrul studiului s-a observt că cazurile privind decesele legate de mușcăturile de câine, identificate și colectate prin studierea rapoartelor de știri, sunt supuse erorilor potențiale. Unele atacuri fatale s-ar putea să nu fi fost raportate, un studiu ar putea să nu găsească toate rapoartele de știri relevante. Asociația Medicilor Veterinari din America a remarcat, de asemenea, probleme fundamentale cu identificarea rasei de câine în cazurile de  deces legate de mușcăturile de câini. Într-un studiu realizat în 2013 cu 256 de decese în Statele Unite din 2000 până în 2009, Asociația Medicilor Veterinari din America a stabilit că determinarea validă a rasei a fost posibilă doar pentru 17,6% dintre cazuri.

## Imagini

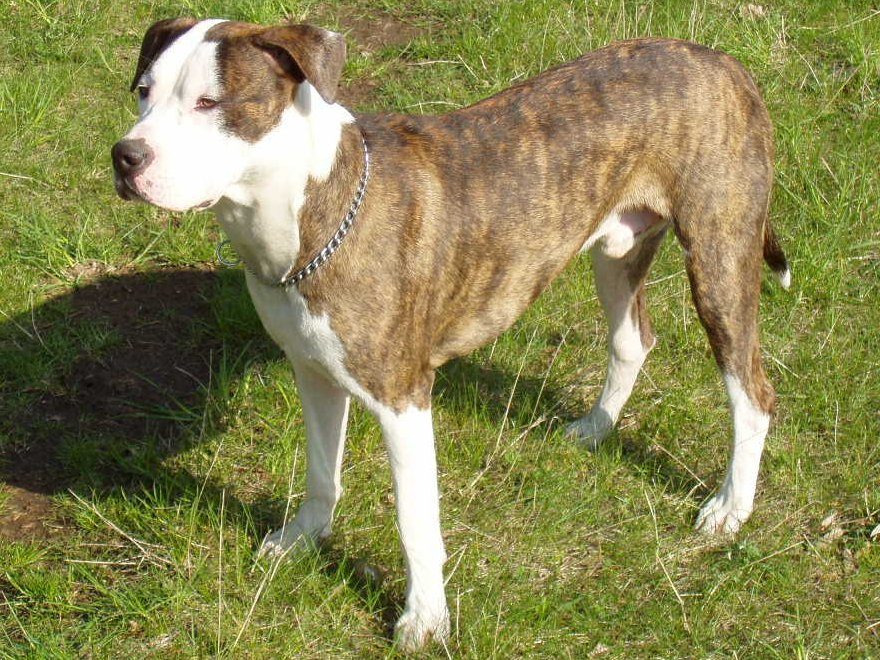
Pitbull Bernnie
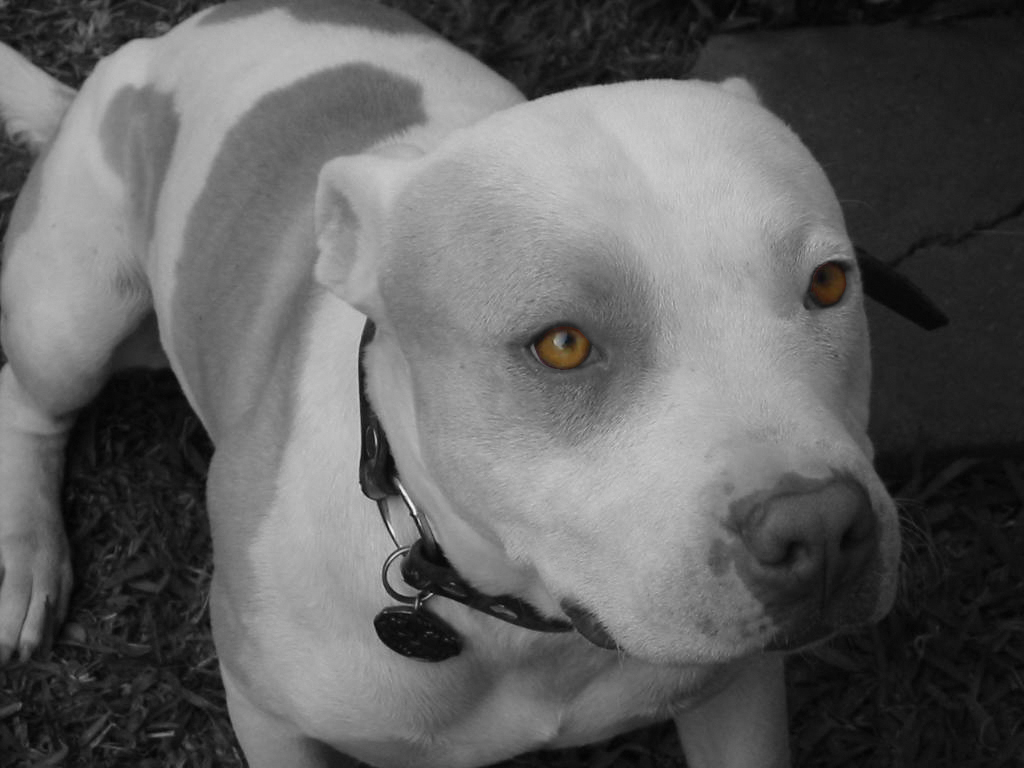
Pitbull Kim
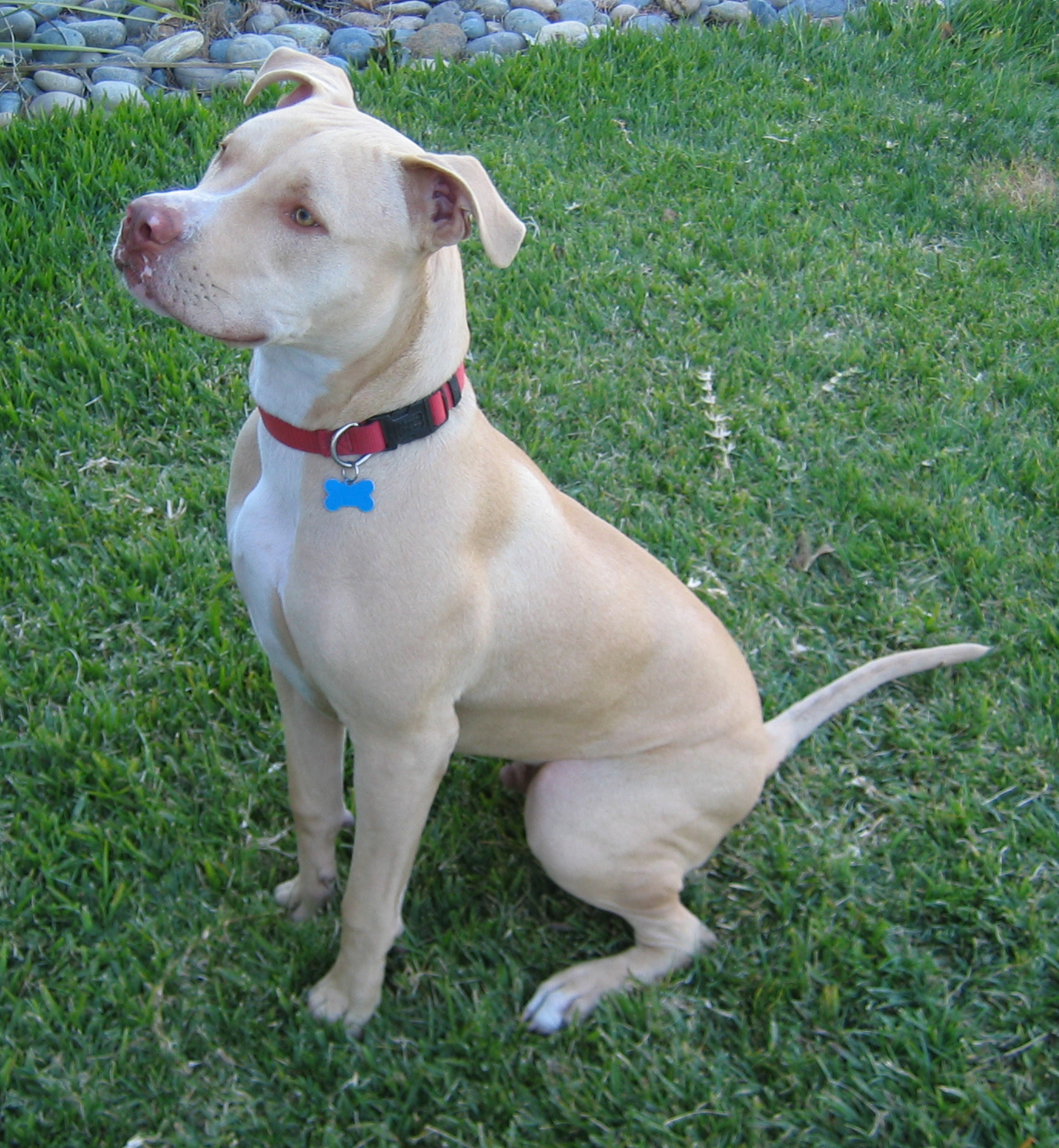
American Pitbull Terrier
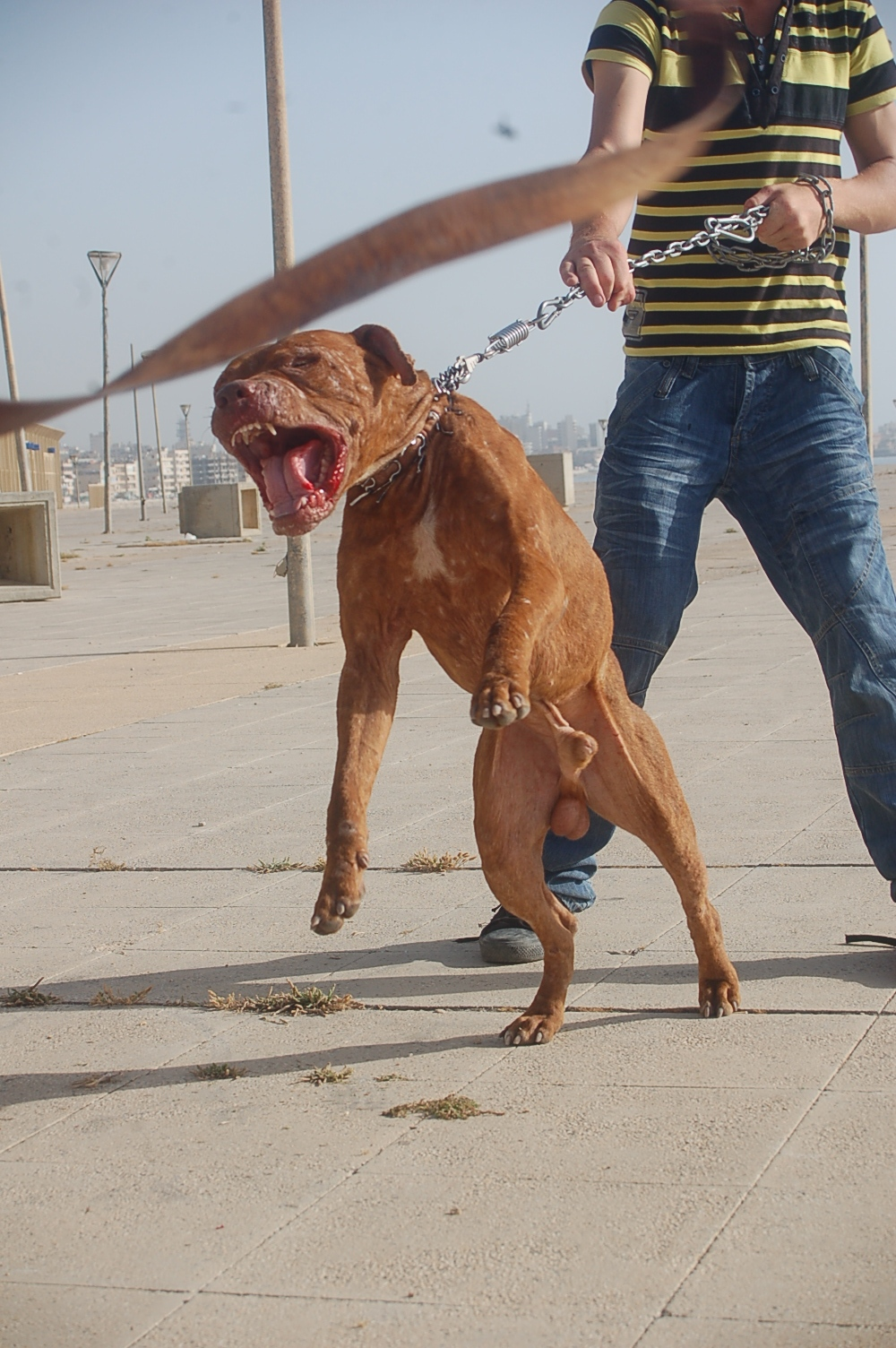
Un American Pitbull Terrier agresiv
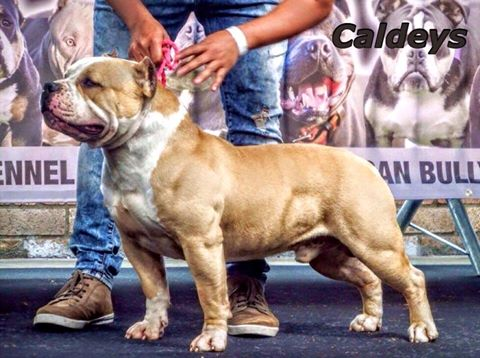
American Bully
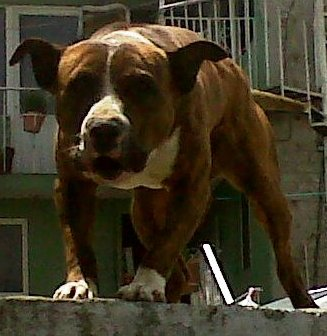
Chamuco